# Computer Integrated Manufacturing
Computer Integrated Manufacturing (CIM) (von englisch computer-integrated manufacturing, deutsch rechnergestützte Produktion bzw. rechnerintegrierte Fertigung) ist in der Betriebswirtschaftslehre ein Sammelbegriff für verschiedene Tätigkeiten, die in einem Unternehmen durch den Computer unterstützt werden, und daher auch unter „CAx“ zusammengefasst (computer-aided … oder computer-assisted …) sind, sowie darüber hinaus deren Integration im betrieblichen Ablauf bezeichnen.

## Bestandteile
Die Bestandteile von CIM sind:
- CAD (rechnergestützte Konstruktion, Entwurf)
- CAE (rechnergestützte Entwicklung)
- CAP (rechnergestützte Arbeitsplanung)
- CNC Fertigung
- CAQ (rechnergestützte Qualitätssicherung)
- CAM (rechnergestützte Fertigung)
- PPS (Produktionsplanung und -steuerung)
- BDE (Betriebsdatenerfassung)

Die Technik, die sich hinter den Kürzeln CAD und CAM verbirgt, ist schon seit etwa 1965 bekannt. Man versteht darunter rechnerunterstütztes Zeichnen und Konstruieren von Produkten (CAD) und das anschließende Programmieren der Maschinen zur Produktherstellung (CAM). Die Integration kann so weit gehen, dass CAD-Daten automatisch in ein CAM-System übernommen werden.
Im Jahre 1973 stellte Joseph Harrington das Konzept des „Computer Integrated Manufacturing“ vor. Damit wollte er die Bedeutung von Informationen in der Produktion sowie die Synergiepotentiale bei der Verknüpfung der Insellösungen hervorheben. Er sprach von pieces of puzzles, damit meinte er die Insellösungen, wie CAD, NC, CAM usw., welche in einem Betrieb alleine, ohne jede EDV-Anbindung untereinander, angewandt wurden.
Neben der großen Anzahl an Insellösungen erschwerten sicherlich auch die Anzahl an publizierten CIM-Konzepten eine Umsetzung. Eine visuelle Übersicht (Bilder der Konzepte als auch ein Zeitstrahl über die Zeitpunkte der Veröffentlichung) über die existierenden Konzepte geben die Autoren Meudt, Pohl und Metternich.
Mit höherem Grad an Komplexität und Integration werden diese Subsysteme zum Zweck der Produktionsautomatisierung zusammengefasst. Diese umfasst dann nicht mehr nur Produkterstellung, sondern auch Produktionsplanung, Produktionsüberwachung, Ressourcen- und Projektmanagement. Dies entspricht dem Modell Industrie 4.0, der allumfassenden Einpflegung von Wirtschaftsvorgängen in einem Unternehmen in eine virtuelle Umwelt zur Effizienzsteigerung.

## Definition laut CASA/SME
CIM is the integration of total manufacturing enterprise by using integrated systems and data communication coupled with new managerial philosophies that improve organizational and personnel efficiency. (Auf Deutsch etwa: CIM ist die Integration des gesamten Fertigungsunternehmens durch integrierte System- und Datenkommunikation gepaart mit einer neuen Managementphilosophie zur Verbesserung der organisatorischen und personellen Leistungsfähigkeit).
Anfang der 1980er wurde das CIM Wheel (CIM-Rad) von der CASA/SME (Computer and Automated Systems Association of the Society of Manufacturing Engineers of the United States of America) entwickelt. Hauptidee war die ganzheitliche Betrachtung des Unternehmens ausgehend vom CIM. Im Zentrum des CIM-Wheel steht die Integrierte Systemarchitektur (integrated system architecture) mit einer gemeinsamen Datenbasis (common data) und der Informationsverwaltung und -kommunikation (information ressource management & communication).
Auf der zweiten Ebene wurden Unternehmensfunktionen aus den Bereichen Fabrikautomation und Produktionsplanung und -steuerung über die Bestandteile der Integrierten Systemarchitektur miteinander verknüpft. Neu an diesem Konzept war, dass darüber hinausgehende administrative Aufgaben auf einer dritten Ebene berücksichtigt wurden. Dabei handelte es sich um Betriebsführung, Personalwesen, Marketing, Strategische Planung und Finanzwirtschaft. Die Weiterentwicklung des CIM Wheel ist das Manufacturing Enterprise Wheel. Im Zentrum dieses Konzeptes steht der Kunde.

## Definition laut AWF
Definition laut AWF (Ausschuss für wirtschaftliche Fertigung, 1985):
CIM beschreibt den integrierten EDV-Einsatz in allen mit der Produktion zusammenhängenden Betriebsbereichen. Es umfasst das informationstechnische Zusammenwirken zwischen CAD, CAP, CAM, CAQ und PPS. Hierbei soll die Integration der technischen und organisatorischen Funktionen zur Produkterstellung erreicht werden. Dies bedingt die gemeinsame Nutzung aller Daten eines EDV-Systems, auch Datenbasis genannt.
Das AWF-Konzept basiert auf dem von August-Wilhelm Scheer entwickelten Y-CIM-Modell.

## Weitere Definitionen
Während der CIM-Hochphase hatte jeder Hersteller wie DEC, HP, IBM oder Siemens eine eigene Definition. Bei Siemens beispielsweise sprach man von CAI (computer-aided industry). In einer umfassenden Literaturrecherche zum Thema CIM konnte ein Überblick gegeben werden über die unterschiedlichen CIM Konzepte. Insgesamt wurden 37 verschiedene Konzepte gefunden, wobei 20 Konzepte aus Deutschland und 14 Konzepte aus den Vereinigten Staaten stammen.
Besonders in Japan wurde in den 1980er Jahren in CIM-Projekten auch die vollständige Verdrängung des Menschen aus dem teilweise hochgefährlichen Produktionsbetrieb (die sogenannte Menschenleere Fabrik) versucht, wobei offenbar wegen der Komplexität der modernen Industrie nur einfache, eher theoretische Prototypen entstanden.
Volker Spanier (von Epson), äußerte in einem Interview mit der Zeitschrift Produktion, dass Industrie 4.0 nur eine Umschreibung für den Begriff des Computer integrated Manufacturing sei.
Eine umfassende Darstellung diverser CIM-Strukturkonzepte (Definitionen) findet sich in einem 1991 erschienenen Ratgeber für Unternehmer und Führungskräfte kleiner und mittlerer Unternehmen.